# Черкизовский рынок

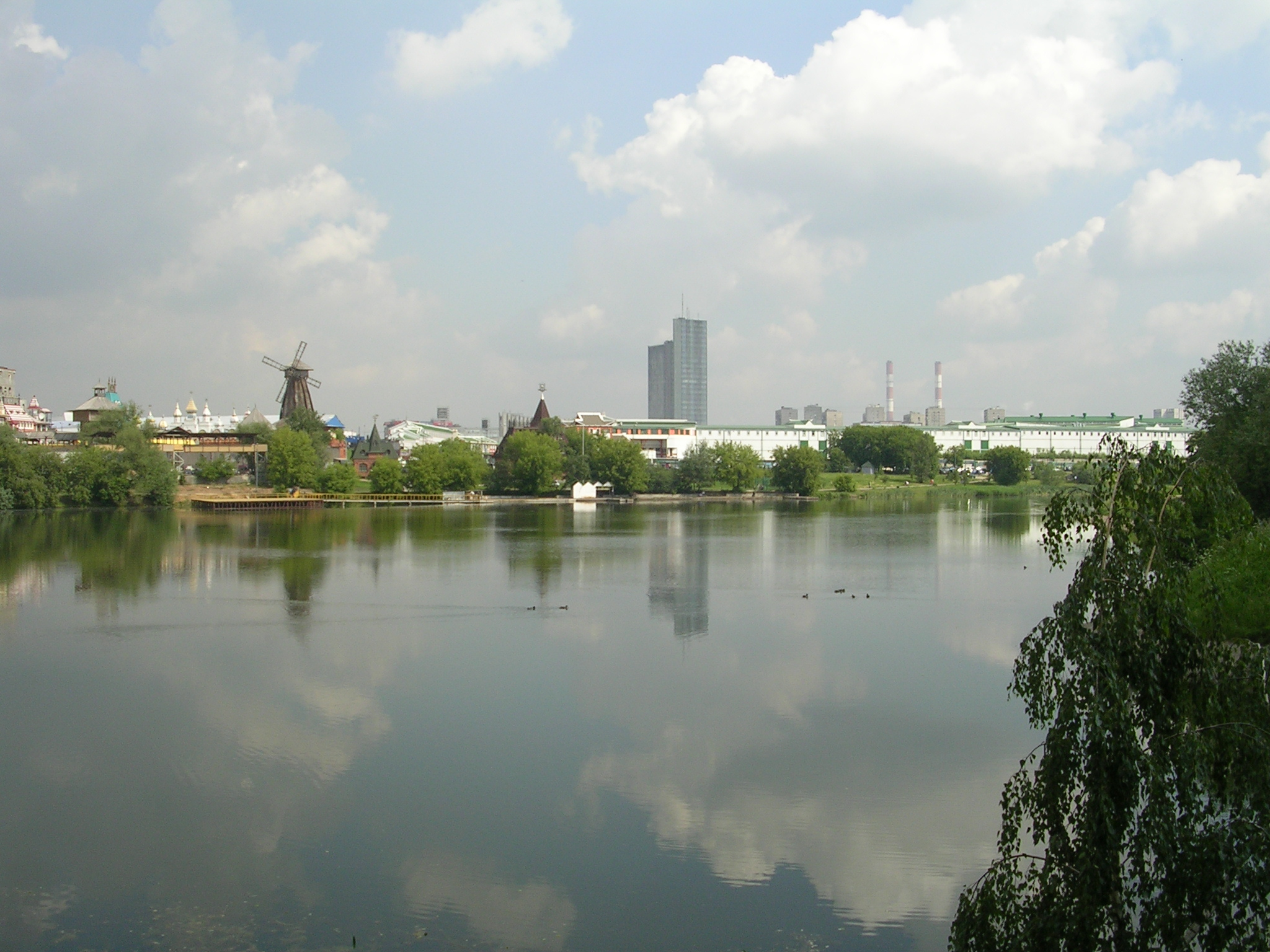
С берега Серебряно-Виноградного пруда: слева — оригинальная архитектура Вернисажа, справа — торговые ряды Новой Евразии, над ними возвышается здание НИИ Дельта

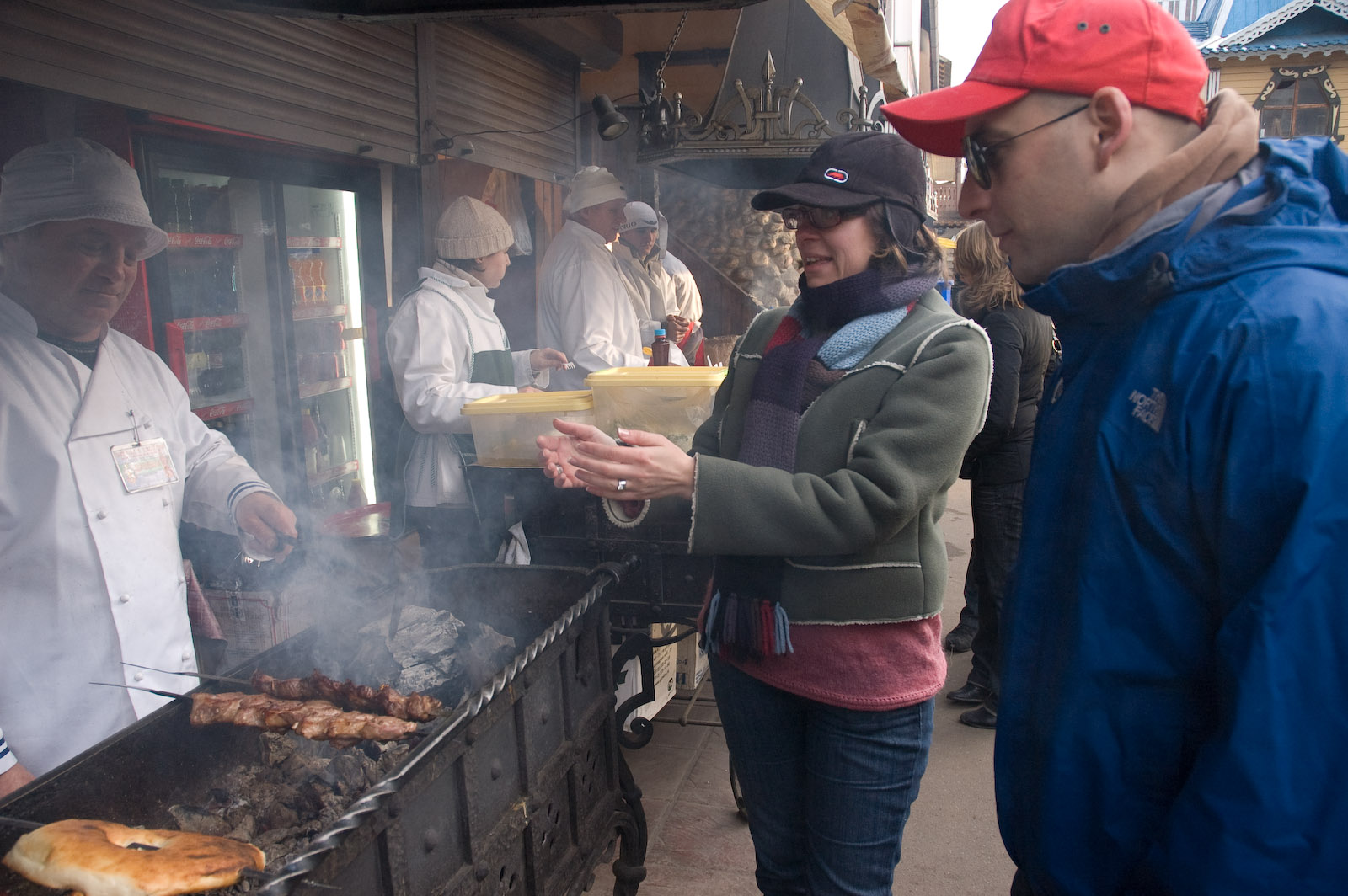
Точка питания на рынке, 2008 год

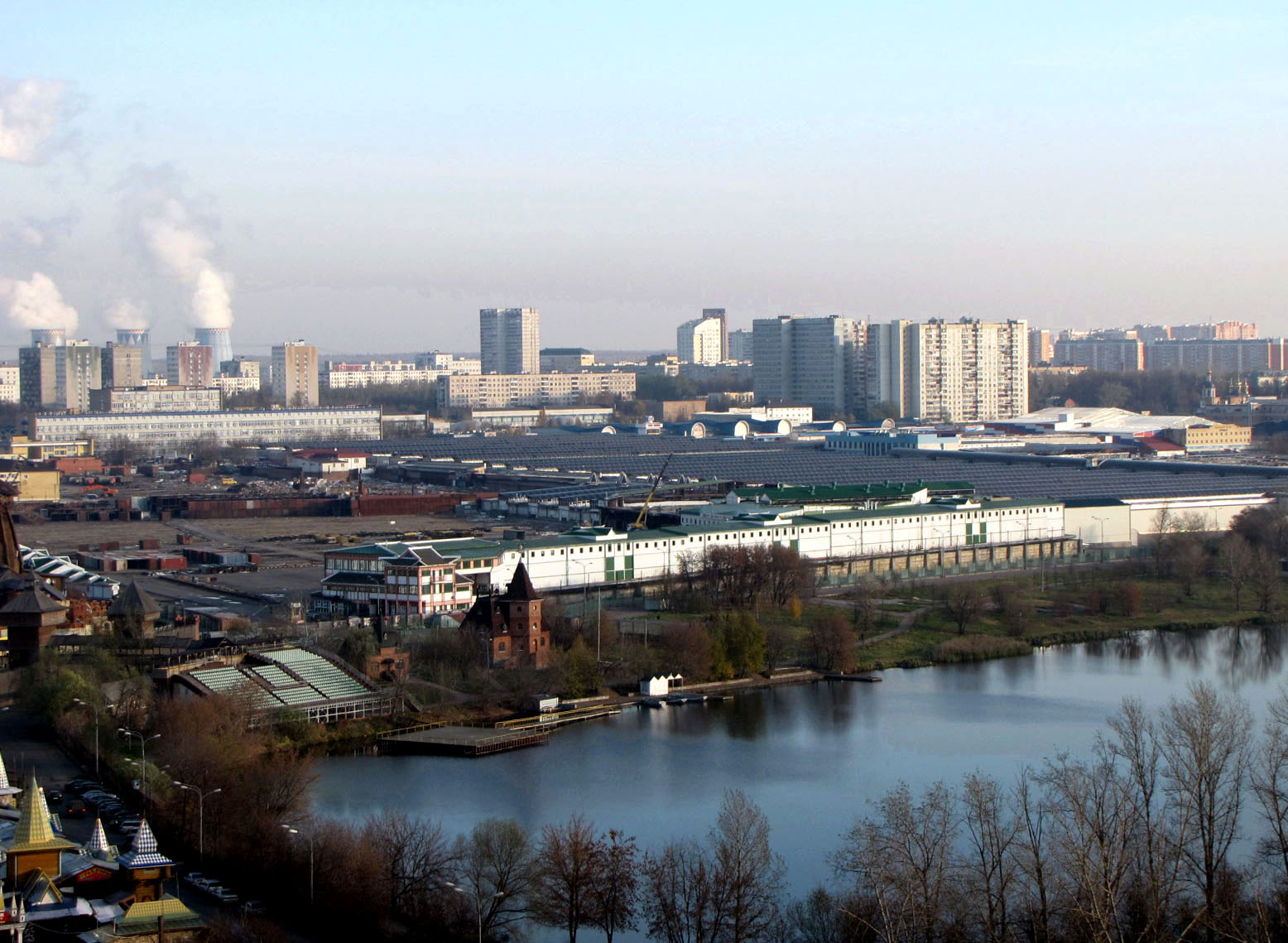
Рынок после закрытия. Часть палаток снесена, часть рядов ещё стоит. Октябрь 2010 года

Черки́зовский рынок — крупный вещевой рынок на востоке Москвы, существовавший с начала 1990-х годов по 2009 год на внешней стороне Малого кольца МЖД между Щёлковским шоссе, Сиреневым бульваром, Измайловским проездом и Измайловским шоссе и занимавший территорию более 49 гектаров. По данным «Федерации мигрантов России», на рынке трудилось более 100 тысяч человек, из которых, по данным Торговой палаты РФ, около 60 тысяч торговцев из КНР. Рынок принадлежал группе компаний АСТ под руководством Тельмана Исмаилова.
Употребляется сленговое название этого рынка — «Черкизо́н».

## История
Возник в начале 1990-х годов на месте огромного пустыря рядом с НИИ электроники «Дельта».
Большая часть рынка («Старый АСТ», «Новый АСТ», «Малый АСТ») контролировались группой «АСТ» и её дочерними структурами. Однако в состав Черкизовского рынка входили 12 торговых зон, контролировавшихся другими предпринимателями, в том числе «Илиевский» (ЗАО «Илиев»), контролируемый Зарахом Илиевым и Годом Нисановым, «Росклас», «Щебенка», контролировавшиеся Низамом Юсубовым и Роландом Исаевым, «Новая Евразия», «Трейдикс», ТК СДЛ, Сиреневая ярмарка, «Вернисаж» и ТЦ «Черкизовский». Части земельных участков под рынком принадлежат российскому правительству и московским властям. Крупнейшим арендодателем является Российская государственная академия физической культуры (РГАФК).
Был временно закрыт 29 июня 2009 года, а 16 июля решением Правительства Москвы ликвидирован — на его месте должен быть построен физкультурно-оздоровительный комплекс. 30 июня 2018 года заместитель мэра Москвы по вопросам градостроительной политики и строительства Марат Хуснуллин заявил журналистам, что на территории бывшего Черкизовского рынка началось строительство жилья для переселенцев по программе реновации.

### Теракт
21 августа 2006 года на одной из территорий рынка произошёл взрыв. В результате теракта погибли 14 человек, ранен 61 человек.
15 мая 2008 года Мосгорсуд приговорил обвиняемых по делу об этом взрыве (русских националистов) на сроки от двух лет до пожизненного заключения.

## Экономическое значение
Профессор, доктор экономических наук Никита Кричевский в интервью «Российской газете» так говорил о роли Черкизовского рынка в экономике России на 2009 год:

Я не стал бы преувеличивать значение Черкизовского рынка как российского центра мелкорозничной торговли. Да, здесь приобретало товар много перекупщиков. Но говорить, что это чуть ли не единственное место в стране, где можно было приобрести оптом дешёвые товары, по меньшей мере несерьёзно. Возьмите китайские поезда, которые идут через Россию. На каждой станции и полустанке к ним съезжаются тысячи перекупщиков. То же самое и с поездами из Средней Азии. Так что за судьбу перекупщиков волноваться не стоит.

Представители правительства РФ объясняют закрытие рынка летом 2009 года мерой по защите отечественных производителей и поддержке легкой промышленности. По данным министра промышленности РФ Виктора Христенко, которые он привел в своём докладе на заседании правительства 1 июля 2009 года, несмотря на примерно 2 миллиарда долларов государственных инвестиций в техническое перевооружение в конце 1980-х — начале 1990-х годов, состояние предприятий легкой промышленности с середины 1990-х годов неизменно оценивается как критическое. Предприятия теряли объёмы производства, начали перепродавать оборудование в Турцию и Китай, где как раз начинался бум в легкой промышленности. В это же время зародился непрозрачный и нецивилизованный рынок челночной торговли, который приобрёл полукриминальный характер, бюджет ежегодно теряет около 650 млрд рублей неуплаченных налогов, а ценовая дискриминация со стороны нелегальных товаров «буквально задушила» отечественное производство.
«Каждая точка на Черкизовском рынке означала остановившийся цех в России», — подсчитал замминистра промышленности и торговли Станислав Наумов.

## Критика
Официальный печатный орган Правительства Российской Федерации «Российская газета» называл Черкизовский рынок «чёрной дырой», где не действуют законы, где много нелегальных гастарбайтеров, где торгуют контрабандными товарами, руководитель департамента потребительского рынка и услуг Москвы Владимир Малышков сообщил «Российской газете», что Роспотребнадзор уже неоднократно давал предписания об устранении выявляемых там нарушений санитарных и торговых норм, большинство из которых выполнено не было, также Малышков утверждал, что по его оценке, минимум 40 процентов товарооборота там, как, впрочем, и на любом московском рынке по ситуации на 2009 год, являлись нелегальными.

## Закрытие
По данным на 2009 год Черкизовский рынок пытались закрыть, начиная с 2001 года — трижды, но рынок продолжал работать, при этом длительное время игнорировалось решение Арбитражного суда Москвы, постановившего очистить территорию, занятую торговлей. Закрытие всей территории рынка также осложнялось тем, что из 72 гектаров, занимаемых Черкизовским рынком, на долю Москвы приходится лишь 20 процентов территории, остальная земля является федеральной, принадлежит Российскому государственному университету физической культуры, спорта и туризма. Также было возбуждено уголовное дело в отношении бывшего ректора Российского государственного университета физической культуры, спорта и туризма Олега Матыцина, подозревавшегося в злоупотреблении полномочиями при сдаче в аренду земельного участка для Черкизовского рынка, дело возбуждено по ч. 3 ст. 285 Уголовного кодекса РФ (злоупотребление должностными полномочиями). По мнению следствия, государству был причинен ущерб в размере 77,6 млн руб. В 2012 году суд назначил бывшему ректору штраф в размере 20 тысяч рублей, но позже Мосгорсуд освободил его от наказания.
1 июня 2009 года председатель правительства России Владимир Путин на заседании президиума правительства потребовал от руководителей правоохранительных органов усиления борьбы с контрабандой:
на одном из рынков стоят товары на более чем 2 млрд $, до сих пор их не уничтожили и хозяев нет (…) Контрабанда — это отдельная тема, и борьба вроде бы ведётся, а результатов чего-то мало. Результатом борьбы должны быть посадки в тюрьму. Где посадки?
29 июня 2009 московские власти приостановили работу Черкизовского рынка, решение о приостановке принял префект Восточного административного округа Николай Евтихиев, а 30 июня 2009 года «Российская газета» опубликовала высказывание главы СКП РФ Александра Бастрыкина о Черкизовском рынке:

«В ближайшее время добьёмся, чтобы это безобразие в центре Москвы было закончено раз и навсегда. Этот гадюшник надо закрывать, и мы доведём это дело до конца в ближайшее время»

Александром Бастрыкиным также отмечалось, что создан оперативный штаб по ситуации на Черкизовском рынке, в который вошли представители правоохранительных органов. По сообщению «РБК» от 30 июня 2009, тогдашний мэр Москвы Юрий Лужков сказал следующее:
Никакой бумаги из Следственного комитета я не получал. Рынок в любом случае должен быть закрыт, но это решение должно быть принято на федеральном уровне.«Ю.Лужков: Черкизовский рынок в любом случае должен быть закрыт»
После закрытия рынка в июне 2009 года граждане Китая, составлявшие значительную часть торговцев, переехали на другие московские рынки — ТЦ «Москва» в Люблине, «Садовод» на МКАДе и «Лужники» (который впоследствии переехал на территорию завода «Московский подшипник» на Дубровке).
Жизнь Черкизовского рынка не закончилась после закрытия. В 2013 году на его территории был найден подземный город, в котором находились фабрика по пошиву, жилые помещения, кафе и курятник. Они были ликвидированы.

#### Международный резонанс
По сообщению «Русской службы Би-би-си», в 2009 году за событиями вокруг Черкизовского рынка пристально следили в Китае, где рынок считался «главным китайским рынком в России» на тот период. Китайская пресса писала о том, что настроения в Пекине были крайне пессимистичные, так как закрытие Черкизовского рынка остановило работу русского торгового района в Пекине «Ябаолу», где преимущественно располагались китайские компании, торгующие своими товарами в России.
Официальный представитель министерства коммерции КНР Яо Цзянь заявил, что закрытие рынка нанесло значительный ущерб нескольким десяткам тысяч китайских предпринимателей, работавших на нём. СМИ Китая отмечают, что китайские торговцы зачастую становятся жертвой внутрироссийских противоречий. Китайское правительство объявило, что потеря работы стала для нескольких граждан КНР причиной для самоубийства.
Как считает заместитель исполнительного директора Союза предпринимателей Кыргызстана Адыл Садыков, почти 40 % производившейся в республике продукции лёгкой промышленности реализовывалось на Черкизовском рынке:
Черкизовский рынок был основным для наших швейников, так как большинство бизнесменов, занимающихся экспортом продукции легкой промышленности, оседало именно там.

## Рынки-преемники
По состоянию на декабрь 2009 года вместо закрывшегося рынка строится несколько новых, расположенных как в Москве, так и в Московской области. Строительство новых рынков сопровождается протестами со стороны местного населения, недовольных будущим соседством. Журналисты даже придумали новый термин «Черкизонофобия», подразумевая под ним вполне обоснованную боязнь москвичей появления у себя под окнами гигантских рынков, на которых будут торговать гастарбайтеры и китайцы.
Балашиха
Один из «преемников» Черкизовского рынка организован на территории Балашихи, рядом со станцией «Стройка» Горьковского направления Московской железной дороги. Родство закрытого «Черкизона» и нового рынка не скрывается и подчёркивается даже в названии — «Сирень Балашихи» (старый Черкизовский рынок находился на Сиреневом бульваре). Слухи о перемещении рынка на территорию подмосковного города распространились сразу же после его закрытия (в июне), однако, администрацией Балашихи и Московской области факт строительства рынка-преемника упорно отрицался. Несмотря на протесты местных жителей, строительство, шедшее рекордными темпами, завершилось. Рынок успешно функционирует.
На очередном заседании антитеррористической комиссии Балашихи генеральный директор «Балашихинского водоканала» Игорь Васильев отметил, что Горьковский водовод на участке от самого крупного в регионе водозаборного узла № 11 (построен в 1984 году; с 3 резервуарами общей вместимостью 40 тысяч м³) Западной коммунальной зоны до автозаправочной станции, находящейся на 17-м километре федеральной автодороги М-7 «Волга», может быть разрушен в любой момент. Причиной разрушения может послужить устройство руководством торгового комплекса «Сирень Балашихи» и фирмы «МБМ Центр Лимитед» в охранной зоне водовода (20 метров) дорожных проездов и стоянок автотранспорта, в том числе и большегрузных машин. Перед началом строительства компания «Стар Макс» не согласовала с водоканалом проекты водоснабжения, водоотведения, ливневой канализации и благоустройства территории нового торгового комплекса. Также водникам не было представлено санитарно-эпидемиологического заключения Роспотребнадзора о разрешении строительства рынка в непосредственной близости от водозаборного узла. Как отмечают специалисты, рынок «Сирень Балашихи» стал для города потенциальным очагом техногенной катастрофы.
Котельники
О строительстве новых торговых мест в подмосковном городе Котельниках не раз писала пресса, не затрагивая таких серьёзных проблем, как криминал, ухудшение санитарно-эпидемиологической обстановки и катастрофические социальные последствия, которые ждут жителей Котельников, Люберец и Жулебина. Строительство нового оптового рынка одобрил находящийся на посту губернатора Московской области уже третий срок Борис Громов, несмотря на массовые протесты жителей и явные нарушения закона застройщиком. На месте будущего рынка ранее предполагалось построить объекты социальной сферы: школы, детские сады, медицинские учреждения и спортивный комплекс. Вместо социально значимых объектов компанией ООО «СтройИнвестГарант» быстрыми темпами возводится огромный оптовый рынок. Планируется осуществить проект, предусматривающий возведение более 9000 торговых точек для иностранных оптовых торговцев, угрожающий экологической, транспортной, криминальной и социальной безопасности жителей окрестных районов.
«Эрмитаж»
В Ленинском районе Московской области на пересечении 41 км МКАД и Калужского шоссе строится новый рынок на 70 000 торговых мест. Объём инвестиций со стороны китайского бизнеса — 500 миллионов долларов, ещё столько же — со стороны неназванного российского партнёра. Название рынка, внешне напоминающего Зимний дворец в Санкт-Петербурге, соответствующее — «Эрмитаж».
Абрамцево
По состоянию на декабрь 2009 года существующий на 103 км МКАД строительный рынок расширяется на 4000 новых торговых мест.